# Dolophron pedella
Dolophron pedella är en stekelart som först beskrevs av Holmgren 1860.  Dolophron pedella ingår i släktet Dolophron och familjen brokparasitsteklar. Arten är reproducerande i Sverige. Inga underarter finns listade i Catalogue of Life.